# Programma politico

Silvio Berlusconi firma il Contratto con gli italiani nello studio televisivo di Porta a Porta l'8 maggio 2001.

Un programma politico (anche detto programma di partito, programma elettorale o manifesto elettorale, o impropriamente alle volte riassunto come manifesto) è un manifesto di tipo politico orientato a raccogliere ed elencare una serie di idee politiche di attuazione pratica. Costituiscono una parte fondamentale del dibattito politico, specie durante una campagna elettorale in cui tali programmi riassumono le promesse elettorali.

## Descrizione
Un programma politico o elettorale è più orientato ad esporre delle idee di attuazione pratica rispetto ad un manifesto, più orientato invece a un'esposizione di idee e principi generali riguardo a una certa ideologia.
Un programma politico non coincide con uno statuto di un partito o con il suo atto costitutivo, i quali sono tenuti piuttosto a indicare nel dettaglio il funzionamento giuridico e legale dell'organizzazione politica in sé, sebbene in essi vengano espressi anche i principi generali ideologici che si intendono seguire.
I programmi elettorali non sono soltanto un documento informale: in Italia ad esempio, in occasione di elezioni politiche, a norma dell'art. 14-bis c.3 della legge 361/1957 i partiti politici sono tenuti a depositare il proprio programma elettorale presso il ministero dell'interno insieme al contrassegno elettorale.
Uno studio del 2017 dell'American Journal of Political Science riguardo alla politica di 12 paesi (tra cui l'Italia) ha concluso che i programmi vengono realizzati solo parzialmente.

## Lista di programmi politici (parziale)

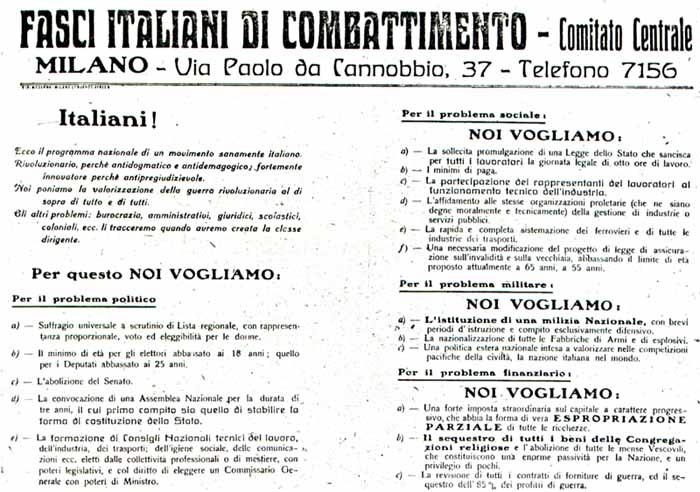
Il programma di San Sepolcro del giugno 1919.

### Nord America
- New Deal (1933)
- Contratto con l'America (1994)

### Europa
- Programma di Erfurt (1891)
- Programma del Partito nazionalsocialista tedesco dei lavoratori (1920)
- 110 propositions pour la France (1981)
- Contratto con la Romania (1995)
- New Labour, New Life for Britain (1996)

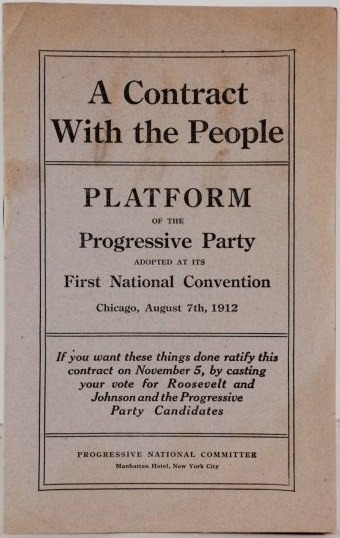
Esempio di frontespizio di un programma politico: un pamphlet elettorale del 1912 del Partito Progressista statunitense.

#### Italia
- Programma di San Sepolcro (1919)
- Contratto con gli italiani (2001)